# Alfonso Manuel Portabales Vázquez
Alfonso Manuel Portabales Vázquez (Vigo, Pontevedra, 1 de enero de 1954) es un abogado y diplomático español. Embajador del Reino de España en Guatemala (2015-2020) y en Belice (2015-2020).

## Trayectoria profesional
Se licenció en Derecho y en el año 1981 ingresó en la carrera diplomática.
Durante todos estos años atrás, cabe destacar que ha estado destinado en las representaciones diplomáticas españolas en Angola, Cuba, Noruega y Argentina.
También ha ejercido de Consejero Técnico en la Dirección General de Política Exterior para Iberoamérica y de Subdirector General de Cooperación con Países de América del Sur en la Agencia Española de Cooperación Internacional para el Desarrollo (Aecid).
Ha sido Embajador del Reino de España en la República Federal de Nigeria (2002); Cónsul General de España en Jerusalén (Israel) y Jefe Segundo de la Embajada en Marruecos; y Embajador de España en Guatemala (2015-2020).